# Ненсі Рейган
Ганна Френсіс Роббінс, у шлюбі Ненсі Девіс Рейган (англ. Nancy Davis Reagan; 6 липня 1921 — 6 березня 2016) — перша леді США у шлюбі з президентом США Рональдом Рейганом, американська акторка.

## Біографія
Народилася в Нью-Йорку в сім'ї акторки й торговця автомобілями, незабаром після народження батьки розлучилися. Дитинство провела в Меріленді, виховувалася тіткою та дядьком, в той час як мати переміщалася країною в пошуках роботи. Незабаром мати одружилася з відомим нейрохірургом Лойалом Девісом, і Ганна з батьками переїхала до Чикаго, де закінчила середню школу. З дитинства близькі називали її Ненсі, і коли в 1935 році вітчим офіційно її удочерив, Ганна Роббінс стала Ненсі Девіс; під цим ім'ям вона знімалася в кіно і зберегла його і після шлюбу. З 1939 рік по 1943 навчалася в коледжі в Массачусетсі, здобула спеціалізацію з англійської драми.
У 1940-1950-х роках зіграла кілька головних ролей в Голівуді. Всього знялася в 11 фільмах, під час акторської кар'єри використовувала псевдонім Ненсі Девіс, зберігши це ім'я на все життя.
6 березня 1952 року одружилася з президентом гільдії акторів Рональдом Рейганом, що вже мав двох дітей від першого шлюбу.
У шлюбі з ним народила двох дітей: 21 жовтня 1952 року доньку Патрісію Анну (відоміша під екранним псевдонімом Петті Девіс) і сина Рональда Прескотта (20 травня 1958). Відносини з дітьми у Рейган складалися дуже складно, з дочкою, якій були чужі консервативні погляди її батьків республіканців. Петті Девіс написала багато антирейганівських книг, приєднувалася до антиурядових рухів.
Ненсі Рейган відома також як Перша леді Каліфорнії під час губернаторства чоловіка. Хоч її і критикували (зокрема за будівництво нової губернаторської резиденції), в цілому у жителів штату залишилося про неї гарне враження.

## Перша леді
Після прийняття чоловіком рішення про балотування в президенти в 1976 році Рейган спочатку була проти, вважаючи, що президентська кампанія сильно вплине на їх сімейні відносини, але в результаті активно допомагала йому. Під час кампанії контролювала багато процесів, організовувала прес-конференції, стежила за персоналом. Першу кампанію Рональд програв на попередньому етапі іншому кандидату від республіканської партії Джеральду Форду. У наступній кампанії в 1980 році він переміг, ставши президентом США. Експерти вважають, що один з основних вкладів у перемогу чоловіка внесла Ненсі Рейган, визначаючи її роль в цій кампанії як дуже значну.
Під час президентства чоловіка Ненсі Рейган виконувала обов'язки першої леді. Найбільш відома розгорнена нею кампанія по боротьбі з наркотиками «Скажи ні» (англ. Just Say No), за яку її критикували через значну витрату державних коштів. Після другого президентства чоловіка Рейган розширила кампанію до міжнародного масштабу, привертаючи до роботи Перших леді інших держав. Під час холодної війни часто зустрічалася з першою леді СРСР Раїсою Горбачовою.
Після закінчення президентського терміну вони з чоловіком переїхали жити до Каліфорнії. У 1989 році Ненсі Рейган заснувала добродійний фонд власного імені. У 1994 році чоловіку діагностували хворобу Альцгеймера, після чого Рейган присвятила себе догляду за ним. Після його смерті займалася громадською роботою, підтримувала дослідження в області стовбурових клітин для допомоги людям з хворобою Альцгеймера.
У 2000 році нагороджена найвищою нагородою США Золотою медаллю Конгресу.
У 2011 році, згідно з соціологічними опитуваннями, визнана найпопулярнішою в США Першою леді.